# Sermano
Sermano (en cors Sermanu) és un municipi francès, situat a la regió de Còrsega, al departament d'Alta Còrsega. L'any 1999 tenia 76 habitants.

## Demografia
| 1962 | 1968 | 1975 | 1982 | 1990 | 1999 |
| ---- | ---- | ---- | ---- | ---- | ---- |
| 72   | 90   | 85   | 76   | 63   | 76   |

## Administració
| Període | Identitat        | Partit | Qualitat |  |
| ------- | ---------------- | ------ | -------- |  |
| 2001-   | Christian Genasi |        |          |  |
| 2008-   | Mathieu Strinna  |        |          |  |

## Personatges il·lustres
- Renée Falconetti, actriu
- Petru Guelfucci, cantant